# تازده كروشله
قرية تازده كروشله (بالكردية: تازەدێی گۆڕەشەلە)‏ هي إحدى قرى ناحية قورة تو في قضاء خانقين ضمن الحدود الإدارية لمحافظة السليمانية لأنها ضمن مناطق إدارة كرميان في إقليم كردستان العراق.